# 順成建築
順成建築有限公司（上市原代號：0517.HK）是中遠香港集團旗下中遠（香港）置業有限公司（中遠香港的母公司為中遠集團）的子公司，主要承包建築工程等項目。當時在1968年，由前主席謝國華於香港（總部）成立。
它在當時1992年在香港交易所上市，在1996年發生財政問題則被中遠香港集團收購股價大漲，而原本創辦人謝國華家族全部離開董事局，後來被控股公司中遠國際出售給中遠（香港）置業至今。

## 承建項目

### 公營房屋
- 順利邨一期
- 順安邨二A期
- 大元邨一期
- 鴨脷洲邨二B期
- 興民邨
- 安定邨三A期
- 蝴蝶邨二期
- 長康邨四期
- 博康邨二期[2]
- 富善邨二期
- 山景邨二期[3][4]
- 竹園南邨一期（竹園邨一期）
- 竹園北邨一期（竹園邨四期）
- 葵芳邨一期
- 良景邨一期
- 廣源邨一期
- 南昌邨
- 天平邨一期[5]
- 翠林邨一期[6]
- 東頭邨五期
- 翠灣邨
- 田景邨五期
- 景林邨四期
- 嘉隆苑
- 葵盛東邨一期
- 安蔭邨一及三期
- 彩輝邨
- 美松苑一期
- 啟田邨（藍田邨一期）
- 天慈邨一期
- 尚德邨五期
- 紅磡邨一期
- 東旭苑
- 天富苑一及二期
- 雅濤閣

### 學校
- 沙田循道衛理中學
- 港澳信義會慕德中學（綑綁於厚德邨三期合約內）
- 香港普通話研習社科技創意小學（綑綁於天富苑二期合約內）
- 蒲崗村道學校村[7]
  - 保良局何蔭棠中學
  - 保良局錦泰小學
  - 慈雲山天主教小學
  - 聖博德天主教小學

### 其他
- 海港政府大樓
- TKO Gateway商場（綑綁於將軍澳厚德邨第三期合約內。為厚德邨的附屬商場，現由領展管理）
- 白石羈留中心三期